# Влада ФНРЈ
Влада ФНРЈ је била највиши извршни и управни орган државне власти у Федеративној Народној Републици Југославији од 1946. до 1953.

## Састав
Владу ФНРЈ је именовала и разрешавала Народна скупштина ФНРЈ на заједничкој седници оба дома — Савезног већа и Већа народа. Била је одговорна Народној скупштини, а у времену између два њена заседања рачуне о свом раду полагала је Президијуму Народне скупштине ФНРЈ.
Владу ФНРЈ су сачињавали: председник, потпредседници, министри, председник Савезне планске комисије и председник Савезне контролне комисије. Председник Владе ФНРЈ је представљао Владу, председавао седницама и руководио радом Владе.
Министри су руководили гранама државне управе које су улазиле у надлежност ФНРЈ. Влада је могла имати и министре без ресора. Министарства су била општесавезна или савезно-републиканска. Општесавезна министарства су руководила преко сопствених органа одређеном граном државне управе непосредно на читавој територији ФНРЈ. Могла су постављати своје опуномоћенике при владама република и оснивати одељења и одсеке при народним одборима. Савезно-републиканска министарства су руководила одређеном граном државне управе посредно преко одговарајућих министарстава у народним републикама, а непосредно су могла управљати само одређеним пословима, предузећима и установама општедржавног значаја.
При Влади ФНРЈ су постојали и комитети на подручју просвете и културе, народног здравља и социјалног старања, ради општег руководства у тим гранама државне управе.
Седиште Владе ФНРЈ се налазило од 1946. до 1953. године у Старом двору.

## Делокруг
Влада ФНРЈ је:
- усмеравала и усклађивала рад својих министарстава, комисија и комитета;
- старала се о припреми и остварењу општедржавног привредног плана и буџета;
- утврђивала и остваривала годишње привредне планове;
- руководила кредитним и новчаним системом;
- предузимала све потребне мере за осигурање и заштиту уставног поретка и грађанских права;
- руководила општом организацијом Југословенске армије;
- руководила одржавањем односа са страним државама;
- старала се о испуњавању међународних уговора и обавеза;
- решавала о законским предлозима појединих чланова Владе, који су се подносили Народној скупштини ФНРЈ;
- прописивала унутрашње уређење министарстава и подређених установа;
- оснивала комитете, комисије и установе у циљу спровођења привредних, одбрамбених и културних мера.